# گاتری (آریزونا)
گاتری (به انگلیسی: Guthrie) یک منطقهٔ مسکونی در ایالات متحده آمریکا است که در آریزونا واقع شده‌است. گاتری ۱٬۰۴۷ متر بالاتر از سطح دریا واقع شده‌است.